# ارنست آیزینگ
ارنست ایسینگ (آلمانی: Ernst Ising؛ زاده ۱۰ مهٔ ۱۹۰۰ درگذشته ۱۱ مهٔ ۱۹۹۸) یک فیزیک‌دان اهل آلمان بود.